# Mário Paulo de Brito
Mário Paulo de Brito (Rio de Janeiro, 14 de janeiro de 1884 – 1974) foi um engenheiro, pesquisador, educador e professor universitário brasileiro.
Professor da Escola Politécnica do Rio de Janeiro, foi membro fundador da Associação Brasileira de Educação (ABE), em 1924 e membro da Academia Brasileira de Ciências, sendo seu presidente de 1945 a 1947.

## Biografia
Mário nasceu na capital fluminense, em 1884. Era filho de Bernardino Pereira de Brito e Alexandrina de Brito. Formado em engenharia pela Escola Politécnica do Rio de Janeiro em 1915, tornou-se professor substituto da Politécnica e professor geometria na Escola Normal do Instituto de Educação. Tornou-se professor titular da Escola Politécnica em 1925, ano em que passou a integrar o Conselho Nacional de Ensino. No final dos anos 1920, tornou-se diretor da Escola Secundária do Instituto de Educação.
Na década de 1930, tentou ingressar na política, onde se candidatou a deputado federal pelo Partido Democrático do Distrito Federal (PD), mas não se elegeu. Logo após o pleito, tornou-se membro do Conselho de Educação, deixando a Diretoria da Escola Secundária do Instituto de Educação para dirigir, primeiro, o Instituto de Educação e, depois, em 1938, a Divisão de Aperfeiçoamento do Departamento Administrativo do Serviço Público (DASP).
Dedicando-se ao funcionalismo público, chegou a viajar para os Estados Unidos para estudar os procedimentos de seleção de pessoal e treinamentos para novos servidores. Ministrou várias palestras sobre capacitação de funcionários públicos. Na docência, deixou a cadeira de química analítica da Escola Politécnica para tomar posse da cadeira de química inorgânica e ingressou na Academia Brasileira de Ciências, da qual foi presidente de 1945 a 1947.
Foi Secretário Geral de Educação e Cultura da prefeitura do Distrito Federal em duas ocasiões. Primeiro entre 1951 e 1952 e posteriormente entre dezembro de 1955 e março de 1956. Foi membro do Conselho Diretor da Casa do Professor e presidente do Instituto Brasil-Estados Unidos. Em 1965 foi presidente do Conselho Diretor da Associação Brasileira de Educação.

## Morte
Mário morreu na capital fluminense em 1974, aos 90 anos.

## Homenagem
A Escola Municipal Mário Paulo de Brito, em Irajá, no Rio de Janeiro, leva seu nome em sua homenagem.